# Lhuna
"Lhuna" là đĩa đơn từ thiện được trình bày bởi nhóm nhạc người Anh Coldplay và ca sĩ kiêm người sáng tác nhạc người Úc Kylie Minogue.

## Phát hành
Ca khúc được thu âm trong khoảng thời gian nhóm Coldplay thực hiện album Viva la Vida or Death and All His Friends, nhưng lại không được kèm theo trong album. Khi được hỏi, giọng chính của nhóm Chris Martin cho rằng vì ca khúc quá "gợi cảm". Bài hát đồng thời cũng dự kiến sẽ xuất hiện trong đĩa mở rộng Prospekt's March, dù vậy, ca khúc vẫn không được kèm theo. Cuối cùng, "Lhuna" đã được phát hành với tư cách là đĩa đơn từ thiện vào ngày 1 tháng 12 năm 2008 nhằm ủng hộ Ngày thế giới phòng chống bệnh AIDS.

## Danh sách ca khúc
- Tải kỹ thuật số:

1. Lhuna - 4:44